# Selección de fútbol sub-21 de Gales
La selección de fútbol sub-21 de Gales, también conocido como Gales sub-21, es el equipo nacional de fútbol sub-21 de Gales y está controlado por la Asociación de Fútbol de Gales. El equipo compite en la Eurocopa Sub-21, que se celebra cada dos años. Hasta la fecha, Gales aún no se ha clasificado para el torneo final, pero en los últimos años ha mostrado una buena forma, perdiendo en un desempate (5-4) ante Inglaterra en la campaña de clasificación de 2009 y terminando segundo en su grupo dos años después, después de liderar su equipo. grupo hasta su último partido Gales sólo necesitó un empate para clasificarse para los play-offs, pero perdió 1-0 a domicilio ante Italia.
El equipo sub-21 nació tras el reajuste de las competiciones juveniles de la UEFA en 1976. Un empate sin goles en un amistoso contra Inglaterra en el Molineux Stadium del Wolverhampton Wanderers fue el primer resultado de la selección sub-21 de Gales.
El equipo nacional sub-21 es el nivel más alto de fútbol juvenil en Gales y está abierto a cualquier jugador nacido en Gales o cuyos padres o abuelos nacieron en Gales. Este equipo es para jugadores galeses de 21 años o menos al comienzo de una campaña de dos años de la Eurocopa Sub-21, por lo que los jugadores pueden tener, y a menudo tienen, hasta 23 años. También existen equipos para Sub-20 (para torneos no UEFA), Sub-19 y Sub-17. Mientras sean elegibles, los jugadores pueden jugar en cualquier nivel, lo que hace posible jugar para los sub-21, la selección absoluta y nuevamente para los sub-21.

## Historia

### Desde 2004-presente
Históricamente, la dirección nacional galesa consideraba que el equipo era un hueco que debía llenarse en lugar de un equipo que se utilizaba para nutrir a los jugadores internacionales jóvenes. Muchos de los grandes jugadores galeses pasaron poco tiempo en la selección sub-21. Ryan Giggs solo hizo una aparición con el equipo sub-21 antes de hacer su debut senior contra Alemania al día siguiente.
Sin embargo, a partir de 2004, el exentrenador de la selección de fútbol de Gales, John Toshack, y el exentrenador de Gales sub-21, Brian Flynn, utilizaron la selección sub-21 para crear un grupo de jóvenes talentos galeses. El equipo ahora tiene un sistema de seguimiento mucho mejor de los jugadores jóvenes galeses, y ha visto una mejora notable en los resultados de los jugadores y del equipo. Los resultados recientes los han visto lograr grandes victorias contra Estonia (5–1), Irlanda del Norte (4–0) y Francia (4–2).
Algunos de los jugadores que han dado el paso de la sub-21 para alcanzar más de 40 partidos con la selección absoluta son Joe Ledley, Chris Gunter, Gareth Bale, Sam Vokes, Wayne Hennessey, David Vaughan, David Edwards, Andy King, Aaron Ramsey, Neil Taylor, Joe Allen y Hal Robson-Kanu.
El 15 de mayo de 2008, jugaron un amistoso contra Inglaterra Sub-21 para marcar el partido número 100 en la historia del equipo, perdiendo 2-0.
Una victoria por 3-0 contra Rumanía en septiembre de 2008 significó que el equipo sub-21 terminó en la cima de su grupo de clasificación por primera vez en su historia. Significó que Gales entraría en un desempate a dos partidos contra Inglaterra en octubre de 2008 por un lugar en la fase final de la Eurocopa Sub-21 de 2009 que se jugará en Suecia. Gales perdió el playoff 5-4 en el transcurso de dos partidos. Perder 3-2 en casa en el partido de ida y empatar 2-2 en el segundo.
Gales comenzó su campaña de clasificación para la Eurocopa Sub-21 de 2013 con una victoria por 1-0 ante Andorra, una derrota por 3-1 ante Montenegro, una victoria por 1-0 en casa contra Montenegro, una derrota por 1-0 en casa contra República Checa y empate 0-0 a domicilio contra Armenia.
En mayo de 2012, Brian Flynn dejó vacante su puesto como entrenador sub-21 de Gales al final de su contrato y en julio de 2012 Geraint Williams fue nombrado director del equipo, Williams dimitió como director del equipo el 5 de diciembre de 2016. El 15 de marzo de 2017 se anunció que el exentrenador de Port Vale y Northampton Town, Rob Page, había dejado su puesto en el cuerpo técnico de Nottingham Forest para convertirse en entrenador sub-21 de Gales. En agosto de 2019, Page fue nombrado entrenador asistente del equipo senior de Gales bajo Ryan Giggs y Paul Bodin pasó de la Sub-19 para dirigir el equipo sub-21.

## Partidos y resultados recientes
| Eurocopa Sub-21 de 2021; 19 de noviembre de 2019 | Gales      | 1-0     | Bosnia y Herzegovina | Racecourse Ground, Wrexham, Gales |                              |
|                                                  | Cullen 71' | Reporte |                      | Árbitro(s): Georgios Kominis      | Árbitro(s): Georgios Kominis |

| Eurocopa Sub-21 de 2021; 4 de septiembre de 2020 | Bosnia y Herzegovina | 1-0     | Gales | Nogometni kamp Reprezentacije, Zenica, Bosnia y Herzegovina |                            |
|                                                  | Resić 74'            | Reporte |       | Árbitro(s): Mykola Balakin                                  | Árbitro(s): Mykola Balakin |

| Eurocopa Sub-21 de 2021; 9 de octubre de 2020 | Bélgica                                                                 | 5-0     | Gales | Dan Dreef, Heverlee, Bélgica |                             |
|                                               | Trésor 17' (pen.) · Lokonga 20', 33' · Bataille 77' · Openda 82' (pen.) | Reporte |       | Árbitro(s): Manolis Skoulas  | Árbitro(s): Manolis Skoulas |

| Eurocopa Sub-21 de 2021; 13 de noviembre de 2020 | Gales                                            | 3-0     | Moldavia | Racecourse Ground, Wrexham, Gales |                             |
|                                                  | Taylor 61' · Broadhead 77' (pen.) · Touray 90+3' | Reporte |          | Árbitro(s): Loukas Soteriou       | Árbitro(s): Loukas Soteriou |

| Eurocopa Sub-21 de 2021; 17 de noviembre de 2020 | Alemania                         | 2-1     | Gales      | Eintracht-Stadion, Braunschweig, Alemania |                             |
|                                                  | Nmecha 17' (pen.) · Burkardt 26' | Reporte | Harris 34' | Árbitro(s): Arman Ismarutov               | Árbitro(s): Arman Ismarutov |

| Clasificación para la Eurocopa Sub-21 de 2023; 3 de junio de 2021 | Gales | vs.     | Moldavia |  |  |
|                                                                   |       | Reporte |          |  |  |

| Clasificación para la Eurocopa Sub-21 de 2023; 6 de septiembre de 2021 | Bulgaria | vs.     | Gales |  |  |
|                                                                        |          | Reporte |       |  |  |

| Clasificación para la Eurocopa Sub-21 de 2023; 7 de octubre de 2021 | Moldavia | vs.     | Gales |  |  |
|                                                                     |          | Reporte |       |  |  |

| Clasificación para la Eurocopa Sub-21 de 2023; 11 de octubre de 2021 | Países Bajos | vs.     | Gales |  |  |
|                                                                      |              | Reporte |       |  |  |

| Clasificación para la Eurocopa Sub-21 de 2023; 11 de noviembre de 2021 | Gibraltar | vs.     | Gales |  |  |
|                                                                        |           | Reporte |       |  |  |

## Jugadores

### Equipo actual
Los jugadores nacidos a partir del 1 de enero de 2000 son elegibles para la Eurocopa Sub-21 de 2023.
Equipo de Gales para el partido amistoso contra la  Irlanda el 25 de marzo de 2021.
Partidos y goles a partir del 17 de noviembre de 2020. Los jugadores en negrita han alcanzado partidos internacionales completos. Clubes a la fecha del anuncio.
| No. | Pos.           | Jugador           | Fecha de nacimiento (edad)         | Tapas | Objetivos | Club                                     |
| --- | -------------- | ----------------- | ---------------------------------- | ----- | --------- | ---------------------------------------- |
|     | Portero        | Daniel Barden     | 2 de enero de 2001 (20 años)       | 0     | 0         | Norwich City                             |
|     | Portero        | Nathan Shepperd   | 10 de septiembre de 2000 (20 años) | 0     | 0         | Brentford                                |
|     | Portero        | Lewis Webb        | 12 de septiembre de 2001 (19 años) | 0     | 0         | Swansea City                             |
|     | Defensa        | Ryan Astley       | 4 de octubre de 2001 (19 años)     | 0     | 0         | Everton                                  |
|     | Defensa        | Owen Beck         | 9 de agosto de 2002 (18 años)      | 0     | 0         | Liverpool                                |
|     | Defensa        | Morgan Boyes      | 22 de abril de 2001 (19 años)      | 4     | 0         | Liverpool                                |
|     | Defensa        | Niall Huggins     | 18 de diciembre de 2000 (20 años)  | 1     | 0         | Leeds United                             |
|     | Defensa        | Eddie Jones       | 25 de octubre de 2001 (19 años)    | 0     | 0         | Stoke City                               |
|     | Defensa        | Ben Margetson     | 1 de septiembre de 2001 (19 años)  | 0     | 0         | Cardiff City                             |
|     | Defensa        | Billy Sass-Davies | 17 de febrero de 2000 (21 años)    | 0     | 0         | Yeovil Town (cedido por Crewe Alexandra) |
|     | Defensa        | Fin Stevens       | 10 de abril de 2003 (17 años)      | 0     | 0         | Brentford                                |
|     | Centrocampista | Sam Bowen         | 14 de enero de 2001 (20 años)      | 1     | 0         | Cardiff City                             |
|     | Centrocampista | Rubin Colwill     | 27 de abril de 2002 (18 años)      | 0     | 0         | Cardiff City                             |
|     | Centrocampista | Rhys Hughes       | 21 de septiembre de 2001 (19 años) | 0     | 0         | Everton                                  |
|     | Centrocampista | Sam Pearson       | 26 de octubre de 2001 (19 años)    | 1     | 0         | Bristol City                             |
|     | Centrocampista | Siôn Spence       | 2 de noviembre de 2000 (20 años)   | 3     | 0         | Cristal Palace                           |
|     | Centrocampista | Ryan Stirk        | 25 de septiembre de 2000 (20 años) | 5     | 0         | Birmingham City                          |
|     | Centrocampista | Terry Taylor      | 21 de junio de 2001 (19 años)      | 3     | 1         | Burton Albion                            |
|     | Delantero      | Joe Adams         | 13 de febrero de 2001 (20 años)    | 1     | 0         | Grimsby Town (cedido por Brentford)      |
|     | Delantero      | Lewis Collins     | 9 de mayo de 2001 (19 años)        | 0     | 0         | Newport County                           |
|     | Delantero      | Luke Jephcott     | 26 de enero de 2000 (21 años)      | 3     | 0         | Plymouth Argyle                          |
|     | Delantero      | Christian Norton  | 21 de mayo de 2001 (19 años)       | 0     | 0         | Stoke City                               |
|     | Delantero      | Jack Vale         | 3 de marzo de 2001 (20 años)       | 1     | 0         | Rochdale (cedido por Blackburn Rovers)   |

### Llamadas recientes
Los siguientes jugadores también han sido convocados para el equipo sub-21 de Gales y siguen siendo elegibles. Los jugadores en negrita tienen gorras para la selección absoluta.
| Pos.           | Jugador          | Fecha de nacimiento (edad)         | Tapas | Objetivos | Club                                        | Última convocatoria                               |
| -------------- | ---------------- | ---------------------------------- | ----- | --------- | ------------------------------------------- | ------------------------------------------------- |
| Portero        | Adam Przybek     | 2 de abril de 2000 (21 años)       | 3     | 0         | Chesterfield (cedido por Ipswich Town)      | vs. Alemania, 17 de noviembre de 2020             |
| Portero        | George Ratcliffe | 12 de septiembre de 2000 (20 años) | 6     | 0         | Cardiff City                                | vs. Alemania, 17 de noviembre de 2020             |
| Defensa        | Brandon Cooper   | 14 de enero de 2000 (21 años)      | 10    | 0         | Swansea City                                | vs, Irlanda, 25 de marzo de 2021ABS               |
| Defensa        | Ben Cabango      | 30 de mayo de 2000 (20 años)       | 5     | 0         | Swansea City                                | vs. Bosnia y Herzegovina, 19 de noviembre de 2019 |
| Centrocampista | Daniel Williams  | 19 de abril de 2001 (19 años)      | 1     | 0         | Swansea City                                | vs. Bélgica, 9 de octubre de 2020                 |
| Centrocampista | Dylan Levitt     | 17 de noviembre de 2000 (20 años)  | 1     | 0         | Istra (cedido por el Manchester United)     | vs. Moldavia, 11 de octubre de 2019               |
| Centrocampista | Tom Pugh         | 27 de septiembre de 2000 (20 años) | 2     | 1         | Scunthorpe United                           | vs. Albania, 11 de junio de 2019                  |
| Delantero      | Brennan Johnson  | 23 de mayo de 2001 (19 años)       | 4     | 2         | Lincoln City (cedido por Nottingham Forest) | vs. Bosnia y Herzegovina, 4 de septiembre de 2020 |

Leyenda
- SUS= Suspendido para el próximo partido.
- RET= Se retiró del equipo.
- ABS= Llamado al equipo senior.
- LES= Se retiró del equipo por lesión.